# 近藤等
近藤 等（こんどう ひとし、1921年9月2日 - 2015年11月29日）は、日本のフランス文学者、翻訳家、登山家。早稲田大学名誉教授。

## 略歴
京都生まれ。暁星中学校在学中よりフランス語と登山に親しむ。早稲田大学仏文科卒。在学中は山岳部に所属し、朝鮮冠帽峰に遠征。卒業後、同部監督、部長もつとめた。。
早稲田高等学院講師、早大商学部助教授をへて、1955年から教授。フランス文学者としてフランスの山岳文献を多数紹介した。1992年に定年退任、名誉教授。
1962年、パリ大学研究員としてフランスに滞在。この機会にフランス国立登山スキー学校の研修会に参加。以後18回の登山シーズンをアルプスで過ごし、150回ほどの山行で120余峰に登る。ピッツバリュー北壁などを日本人として初登頂した。
1971年にフランス・シャモニー名誉市民、1972年にフランス政府よりレジオン・ドヌール勲章受章。1997年、勲三等瑞宝章。1998年、日本山岳会名誉会員。 
2015年11月29日、老衰のため死去。

## 著書
- 『ジョルジュ・サンド 情焔の作家』（用力社） 1948
- 『ヒマラヤ』（朋文堂、山岳文庫） 1953
- 『エヴェレストの頂上へ』（筑摩書房、小学生全集） 1955
- 『シャモニの休日』（白水社） 1963
- 『アルプス 山と人と文学』（白水社） 1965
- 『アルプスからヒマラヤへ 高峰に魅せられた人たち』（社会思想社、現代教養文庫） 1969
- 『アルプスの空の下で』（白水社） 1972、のち中公文庫 1980
- 『星空の北壁』（白水社） 1975
- 『アルプス 岩と氷の王国 近藤等写真集』（小学館） 1975
- 『アルプスに光みなぎる時』（東京新聞出版局） 1979
- 『アルプスを描いた画家たち』（東京新聞出版局） 1980
- 『アルプスの名峰』（山と溪谷社） 1984
- 『アルプスの蒼い空に』（茗溪堂） 2001
- 『わが回想のアルプス』（東京新聞出版部） 2010

### 共編著
- 『山岳講座』全6巻（川崎隆章共編、白水社） 1954
- 『積雪期登山』（山崎安治共編、朋文堂） 1955
- 『スキー講座』全3巻（猪谷六合雄, 野崎彊共編、白水社） 1955
- 『われらの山々』全3巻（安川茂雄共編、三笠書房） 1962 - 1963
- 『世界の山々 第1 アルプス、アンデス、アラスカ、アフリカ』（白水社） 1964
- 『パリとフランス』（安藤玲子, 稲生永共著、実業之日本社、ブルーガイド海外版） 1969

## 翻訳
- 『ヒマラヤへの挑戦』（クレール・エリア・アンジェル、朋文堂） 1943
- 『スポーツの歴史』（ベルナール・ジレ、白水社、文庫クセジュ） 1952
- 『山のスポーツ』（フランソワ・ガジエ、白水社、文庫クセジュ） 1952
- 『処女峰アンナプルナ 人類最初の8000米峰登頂』（モーリス・エルゾーグ、白水社） 1953
- 『暗号』（レミ・セイリエ、田中敬次郎共訳、白水社、文庫クセジュ） 1953
- 『テンジンによるエヴェレスト征服』（イヴ・マラルチック、新潮社） 1954
- 『実験漂流記』（アラン・ボンバール、白水社） 1954
- 『極地探検物語』（A・トマジ、白水社、文庫クセジュ） 1954
- 『アルピニストの心』（ジャン・コスト、朋文堂、エーデルワイス叢書） 1955
- 『チベットの七年』（H.ハーラー、新潮社） 1955
- 『大飢餓』（P・E・ヴィクトール、新潮社、一時間文庫）1955
- 『エミール・アレのフランススキー術』（菅原三郎共訳、新潮社） 1955
- 『青い大陸』（フォルコ・クィリチ、三笠書房） 1955
- 『K2登頂』（アルディート・デジオ、朋文堂、エーデルワイス叢書） 1956
- 『山への初恋』（プロヴィエ・シャペル、新潮社） 1956
- 『マカルー 全員登頂』（ジャン・フランコ、白水社） 1956
- 『銀嶺に舞う アルペンスキーの技術』（ポール・ジニュー、新潮社） 1956
- 『フランス・スキー術』（ジャム・クテ、白水社） 1956
- 『喪の銀嶺』（アンリ・トロワイヤ、白水社） 1956
- 『アンナプルナ登頂』（モーリス・エルゾーグ、岩波少年文庫） 1957
- 『若き日の山行』（ルイ・ラシュナル, ジェラール・エルゾーグ、白水社） 1957
- 『服装の歴史』（ヘニー・ハラルド・ハンセン、原口理恵共訳、座右宝刊行会） 1957
- 『初登攀』（朋文堂、ベルクハイル選書） 1957
- 『ケニヤからキリマンジャロへ』（R・トリュフォ、新潮社、人と自然叢書） 1957
- 『インカ帝国を探る』（ジャン・ラスパイユ、新潮社、人と自然叢書） 1957
- 『極北の放浪者 エスキモー』（G・ド・ポンサン、新潮社、人と自然叢書） 1957
- 『南極物語』（ド・ラ・クロワ、新潮社、人と自然叢書） 1958
- 『白嶺 - コルディイェラ・ブランカ』（ジョルジュ・コガン, ニコール・レイナンジェ、講談社） 1958
- 『ブリジットの青春』（ベルナージュ、新潮社） 1958
- 『ブリジッドの歓び』（ベルナージュ、新潮社） 1958
- 『白い季節』（ジルベール・プルートォ、森乾共訳、朋文堂、山岳文学選集） 1958
- 『新しいスキー術』（G・ジュベール, J・ヴュアルネ、三笠書房） 1958
- 『アコンカグア南壁 / マカルー登頂』（リュシアン・ベラルディニ / リオネル・テレイ、朋文堂、世界山岳全集9） 1959
- 『光みなぎるところ』（ジョルジュ・ソニエ、河合亨共訳、白水社） 1959
- 『赤いチベット』（ロバート・フォード、新潮社） 1959、のち芙蓉書房 1970
- 『未知の女神』（ジョゼフ・デセルヴタ、白水社） 1959
- 『赤い針峰』（ヴィッキー・バウム、朋文堂） 1959
- 『グランド・ジョラスの北壁 / ドリュの西壁（積雪期）登攀 一九五七年三月の記録』（エドゥアール・フレンド / ジアン・クジー、朋文堂、世界山岳全集10） 1960
- 『サルカンタイの初登頂』（クロード・コガン、朋文堂、世界山岳全集11） 1960
- 『スキーヴェーデルン』（ジョルジュ・ジュベール, ジャン・ヴュアルネ、白水社） 1960
- 『アルプス紀行』（ド・ソーシュール、朋文堂、世界山岳全集1） 1961
- 『若き日の山行』（ルイ・ラシュナル, ジェラール・エルゾーグ、白水社） 1962
- 『史上最大の作戦』（コーネリアス・ライアン、筑摩書房） 1962
- 『アルプス登頂記 / モンブランの悲劇』（エドワード・ウィンパー / シャルル・ゴス、偕成社、少年少女世界の名著） 1964
- 『石器時代への旅 秘境ニューギニアを探る』（ハインリヒ・ハーラー、植田重雄共訳、新潮社） 1964
  - 改題『石器時代への旅』（河出書房新社、世界探検全集16） 1978、改訂新版 2022
- 『若きアルピニストの魂』（ジャン・コスト、大森久雄共訳、二見書房、The mountains） 1965
- 『アルプスに逝ける人々』（シャルル・ゴス、筑摩書房、ノンフィクション・ライブラリー） 1965
- 『わが山々へ』（ワルテル・ボナッティ、白水社） 1966
- 『最も新しいフランススキーテクニック 初歩から蛇のテクニックまで』（ジョルジュ・ジュベール, ジャン・ビュアルネ、見谷昌禧共訳、実業之日本社） 1966
- 『ジャヌーへのたたかい』（ジャン・フランコ、リオネル・テレイ、筑摩書房） 1967
- 『メイジュの北壁』（ジョルジュ・ソニエ、三笠書房、世界山岳小説選集1） 1968
- 『わが青春の山々 ガストン・レビュファと共に』（ベルナール・ピエール、あかね書房） 1969
- 『新フランス・スキー教程 フランス職業スキー教師組合』（見谷昌禧共訳、実業之日本社） 1971
- 『素手の山 岩壁に生死を賭けたアルピニスト』（ルネ・デメゾン、集英社） 1972
- 『遥かなる青い海』（フォルコ・クイリチ、吉田まさこ共訳、新潮社、人と自然シリーズ） 1972
- 『グランド・ジョラスの342時間』（ルネ・デメゾン、集英社） 1974
- 『世界の屋根に挑む 図説 探検の世界史4』（ジョッフリー・ヒンドレイ、集英社） 1975
- 『危険なザイル・パートナー』（エチエヌ・ブリュル、講談社文庫） 1977
- 『希望のアルピニズム 不可能の征服をめざして』（ヤニック・セニュール、森林書房） 1978
- 『アルピニズモ・アクロバチコ アルプスの高嶺にて』（ギド・レイ、講談社文庫） 1979
- 『一登山家の思い出』（エミール・ジャヴェル、講談社文庫） 1980
- 『ヴァリス・アルプス 特選100コース』（ミシェル・ヴォシェ、山と溪谷社） 1980
- 『大岩壁のプロフェショナル』（ルネ・デメゾン、集英社） 1982
- 『ベルナー・オーバーラント 特選100コース』（ハンス・グロッセン、山と溪谷社） 1983
- 『マウンテン・ワールド 第1巻 1946』（スイス山岳研究財団、小学館） 1989
- 『孤独の山 ローツェ南壁単独登攀への軌跡』（トモ・チェセン、山と溪谷社） 1998
- 『わが生涯の山々』（W・ボナッティ、飯田年穂共訳、山と溪谷社） 2003

### ガストン・レビュファ
- 『星と嵐 六つの北壁登行』（ガストン・レビュファ、白水社） 1955、のち新版 1987ほか
新潮文庫、集英社文庫、山と溪谷社（他に同・ヤマケイ文庫）で再刊。レビュファにとっては初の自著の外国語訳でもあり、これを縁に2人は終生の親友となった。
- 『モン・ブランからヒマラヤへ』（ガストン・レビュファ、白水社） 1956
- 『万年雪の王国』（ガストン・レビュファ、平凡社、世界写真作家シリーズ） 1957
- 『雪と岩』（ガストン・レビュファ、新潮社） 1961
- 『天と地の間に』（ガストン・レビュファ、新潮社） 1963
- 『登山のたのしみ』（ガストン・レビュファ、白水社） 1967
- 『美しきマッターホルン』（ガストン・レビュファ、新潮社） 1967
- 『美しきモン・ブラン山群 その雪と岩に刻まれた歴史』（ガストン・レビュファ、新潮社） 1969
- 『氷・雪・岩』（ガストン・レビュファ、新潮社） 1972
- 『太陽を迎えに』（ガストン・レビュファ、新潮選書） 1973
- 『モン・ブラン山群 特選100コース』（ガストン・レビュファ、山と溪谷社） 1974
- 『ゼクラン山群 特選100コース』（ガストン・レビュファ、山と溪谷社） 1975
- 『星にのばされたザイル』（ガストン・レビュファ、山と溪谷社） 1976
- 『山こそ我が世界』（ガストン・レビュファ、山と溪谷社） 1995

### フリゾン・ロッシュ
- 『ザイルのトップ』（ロジェ・フリゾン・ロッシュ、白水社） 1956
- 『青春の氷河』（フリゾン・ロツシュ、三笠書房） 1956
- 『山に還る』（フリゾン・ロツシュ、白水社） 1958
- 『大クレバス』（フリゾン・ロッシュ、三笠書房） 1961 2版

## 参考記事
- 著書の紹介文、文藝年鑑